# Dolina Jamnicka

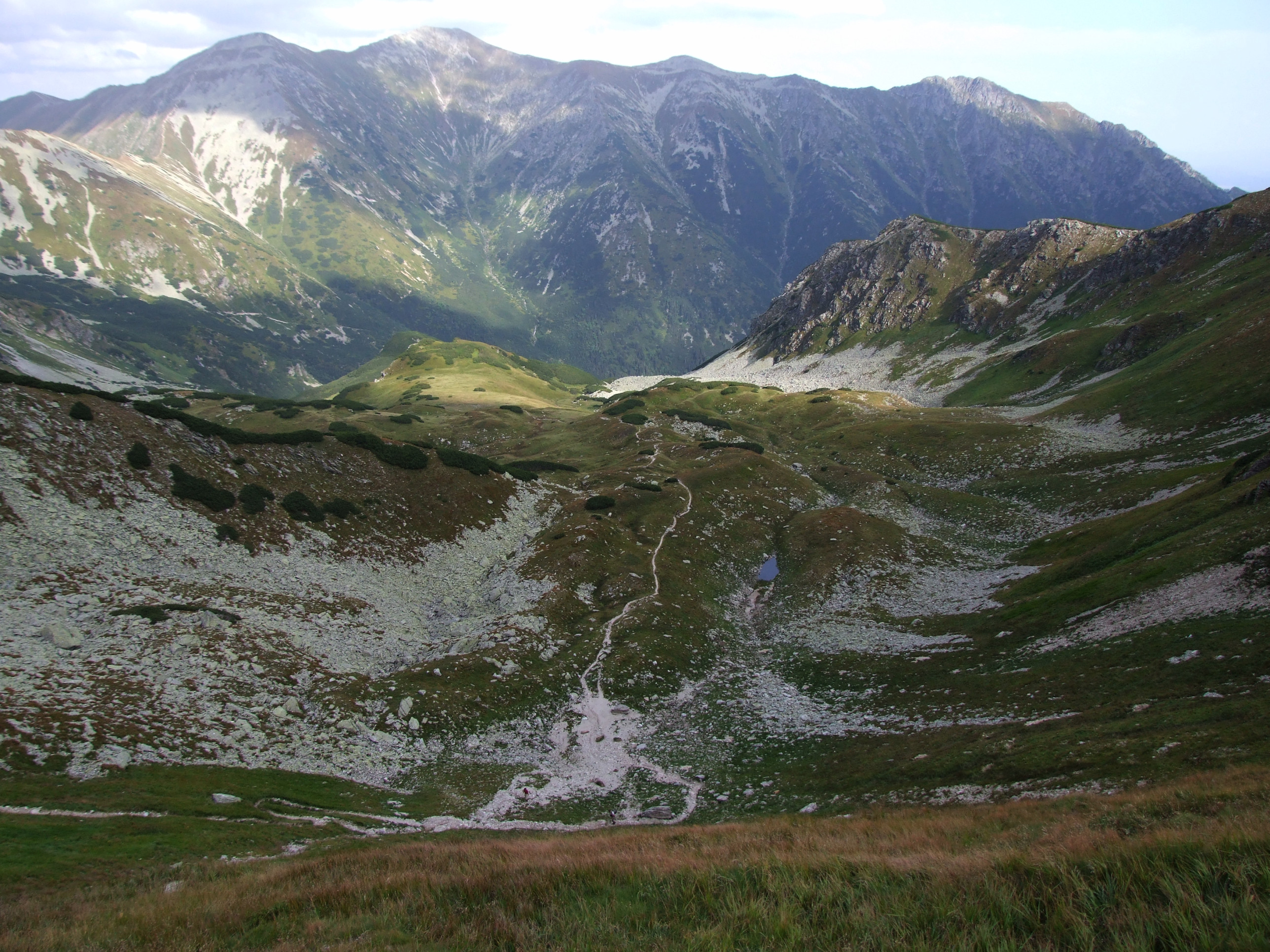
Górna część doliny

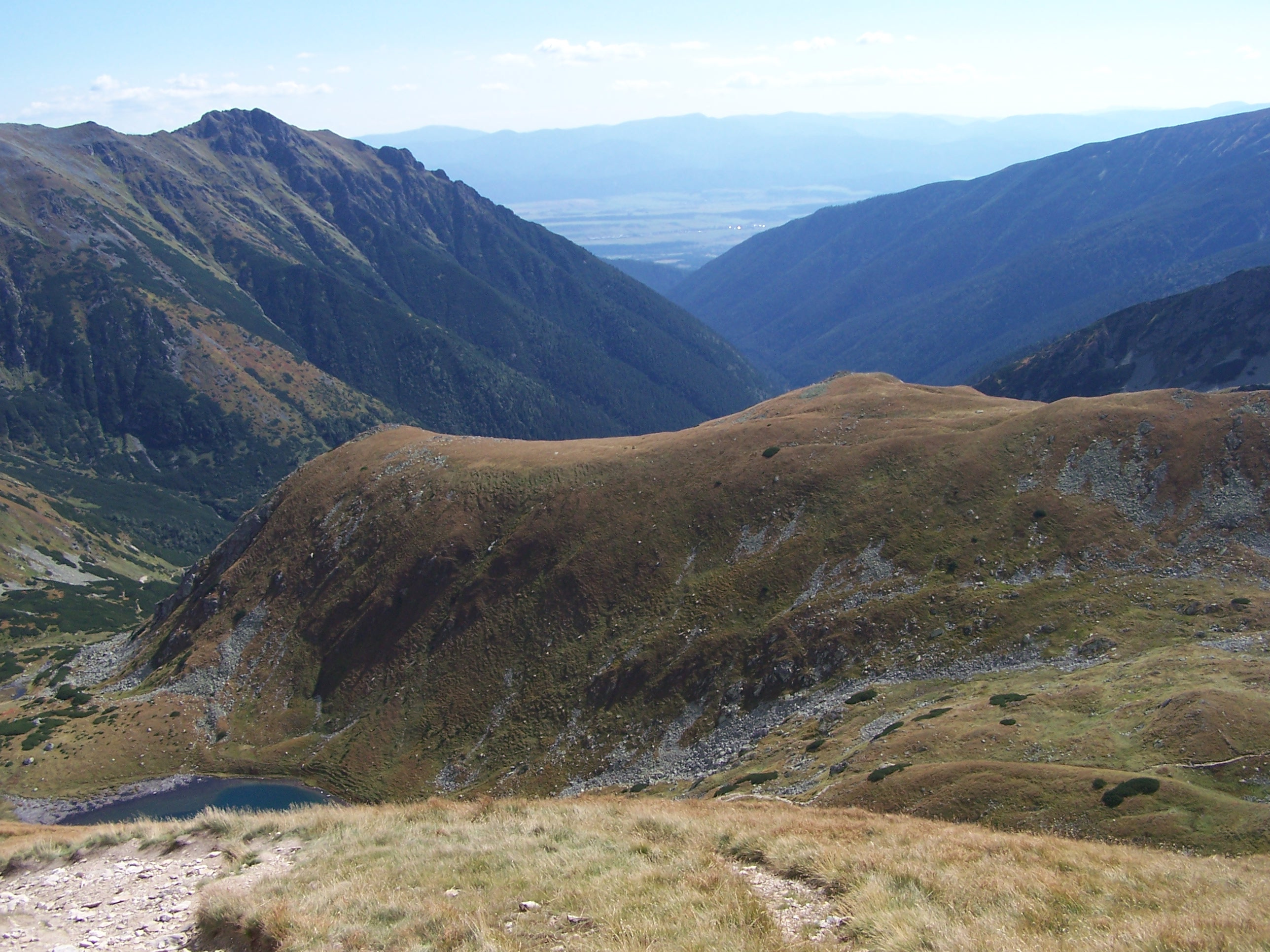
Górna część doliny z Niżnim Stawem Jamnickim

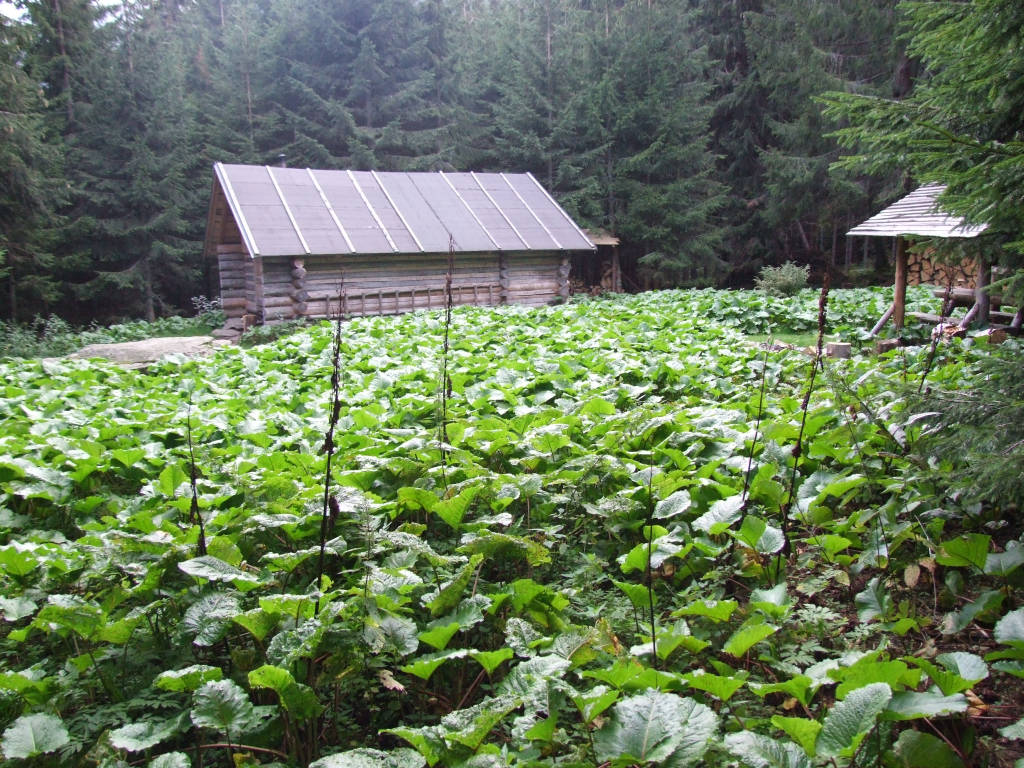
Polana pod Pustem

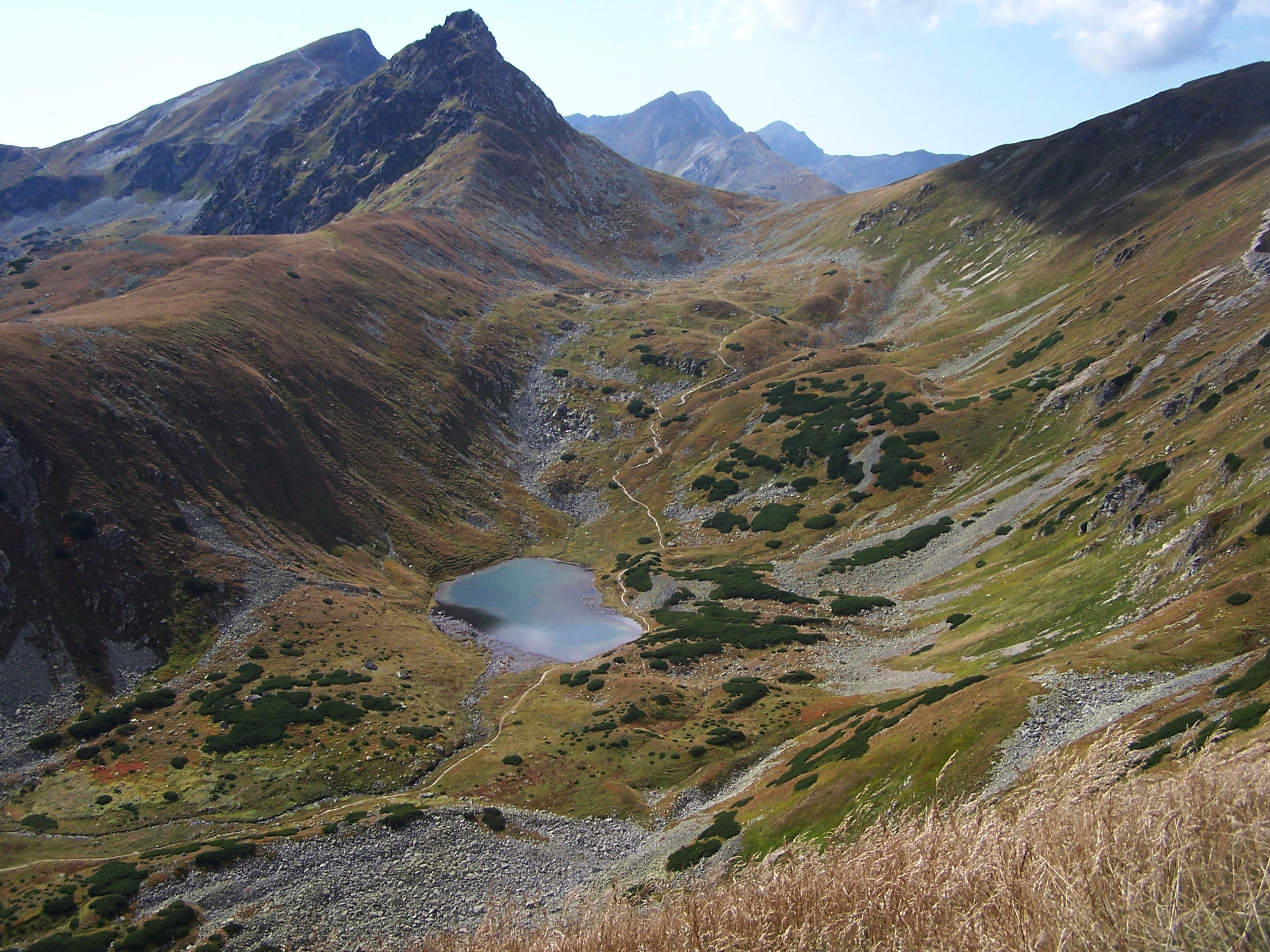
Kocioł Jamnickich Stawów. U góry Rohacze

Dolina Jamnicka (słow. Jamnícka dolina, niem. Jamnicatal, węg. Jamnica-völgy) – dolina w słowackich Tatrach Zachodnich, będąca orograficznie prawym odgałęzieniem Doliny Wąskiej.

## Topografia
Górna jej część podchodzi pod leżące w grani głównej Rohacze, Wołowiec, Łopatę i Jarząbczy Wierch. Jak większość słowackich dolin przebiega z północy na południe, w Niżniej Łące łączy się z Doliną Raczkową – drugim, bliźniaczym odgałęzieniem Doliny Wąskiej. Boczne jej obramowanie po zachodniej stronie stanowi grzbiet Barańców, po wschodniej Otargańce. Stoki tych grzbietów są przeważnie trawiaste, dość strome, a przy tym ich wysokość względem dna doliny jest wysoka: 600–1000 m. Lawiny schodzące w Dolinie Jamnickiej i Raczkowej należą do największych w całym łuku Karpat. Powierzchnię terenów lawinowych w Dolinie Jamnickiej ocenia się na 530 ha.
Dolina Jamnicka ma długość 9 km i powierzchnię 35 km². Najwyższymi szczytami w jej otoczeniu są Baraniec (2185 m) i Raczkowa Czuba (Jakubina, 2194 m). Dolina i jej zbocza zbudowane są z granitów i gnejsów. Jej rzeźba jest pochodzenia lodowcowego, obserwować tu możemy typowe kotły lodowcowe (Rohacki Kocioł i Kocioł Jamnickich Stawów), wały moren, żłoby, progi skalne i niecki wypełnione stawami. Są tu dwa Jamnickie Stawy i Płaczliwy Stawek. W czasie ostatniego zlodowacenia północnopolskiego lodowiec miał długość 8 km, grubość ponad 150 m i dochodził do wysokości 900 m n.p.m. Dnem doliny spływa Jamnicki Potok uchodzący do Raczkowego Potoku.

## Historia
Dolina Jamnicka od dawna była użytkowana gospodarczo, była jednym z większych ośrodków pasterstwa na Słowacji. Nazwa doliny pochodzi od pasterskiej miejscowości Jamnik, która miała tu swoje pastwiska. Lasy wycięte zostały niemal zupełnie, pierwotne lasy ostały się jedynie w niedostępnych miejscach (tzw. lasy urwiskowe). Górna granica lasu jest tu silnie obniżona w wyniku długoletniego pasterstwa i dużych lawin. Po włączeniu doliny do TANAP-u następuje stopniowe odtwarzanie się lasów i porastanie zboczy kosodrzewiną. Na dnie doliny zachowały się jeszcze nieduże i zarastające stopniowo polany: Majerczysko, Polana pod Młaczkami, Polana pod Pustem. Dolina była także używana jako przejście z Podhala na Liptów. Jest dobrze przebadana naukowo. Kompleksowo, ze znaczącym udziałem polskich naukowców badano tutaj skład skał, geomorfologię lodowcową, klimat, gatunki i zespoły roślinne, historię pasterstwa, nazewnictwo.
Bazę wyjściową do zwiedzania doliny stanowi osiedle turystyczno-wypoczynkowe u ujścia Doliny Wąskiej, w tym autokemping „Raczkowa”. Dojechać tu można Tatrzańską Drogą Młodości (nr 537), skręcając na północ w miejscowości Przybylina.

## Szlaki turystyczne
– od autokempingu „Raczkowa” Doliną Wąską na rozdroże Niżnia Łąka, a dalej przez Zahradki, Rozdroże w Dolinie Jamnickiej i Kocioł Jamnickich Stawów na Jamnicką Przełęcz i Wołowiec.
- Czas przejścia z wylotu Doliny Wąskiej do Niżniej Łąki: 30 min w obie strony
- Czas przejścia z Niżniej Łąki do Zahradek: 2 h, ↓ 1:30 h
- Czas przejścia z Zahradek do Rozdroża w Dolinie Jamnickiej (odcinek wspólny ze szlakiem zielonym): 20 min w obie strony
- Czas przejścia z rozdroża na Jamnicką Przełęcz: 1:45 h, ↓ 1:20 h

  – zielony szlak prowadzący z Otargańców i Jarząbczego Wierchu przez Rozdroże w Dolinie Jamnickiej i Zahradki (odcinek wspólny z niebieskim szlakiem) i dalej przez Żarską Przełęcz do Rozdroża pod Bulą w Dolinie Żarskiej.
- Czas przejścia z Jarząbczego Wierchu do rozdroża: 1:30 h, ↑ 1:50 h
- Czas przejścia z rozdroża do Zahradek: 20 min w obie strony
- Czas przejścia z Zahradek na Żarską Przełęcz: 1:40 h, ↓ 1:15 h